# Dieter Buck-Gramcko
Dieter Buck-Gramcko (* 28. Oktober 1927 in Hamburg; † 3. Oktober 2012 ebenda) war ein deutscher Chirurg. Er gilt als einer der Gründer der Handchirurgie innerhalb der Plastischen, Rekonstruktiven und Ästhetischen Chirurgie und zugleich als ein Pionier, der die internationale Handchirurgie wesentlich beeinflusst hat.

## Leben
Als Sohn eines Orthopäden studierte Dieter Buck-Gramcko von 1947 bis 1952 Medizin an der Universität Hamburg und der Medizinischen Akademie Düsseldorf. Sein besonderes Engagement für die Handchirurgie wurde während seiner Weiterbildung zum Chirurgen in den 1950er Jahren im Unfallkrankenhaus Graz sowie durch einen Aufenthalt bei Erik Moberg in Göteborg geweckt. Am Allgemeinen Krankenhaus St. Georg in Hamburg leitete er ab 1957 den handchirurgischen Dienst. 1959 bekam Buck-Gramcko die Möglichkeit, das Berufsgenossenschaftliche Unfallkrankenhaus Hamburg mit aufzubauen, wo 1963 die erste eigenständige handchirurgische Abteilung in Deutschland unter seiner Leitung eröffnet wurde. Die Arbeitsbedingungen waren seinen eigenen Aussagen nach so ideal, dass er bis zu seiner Pensionierung 1992 dort tätig war.
Dieter Buck-Gramckos Bruder ist der Orthopäde Horst Buck-Gramcko.

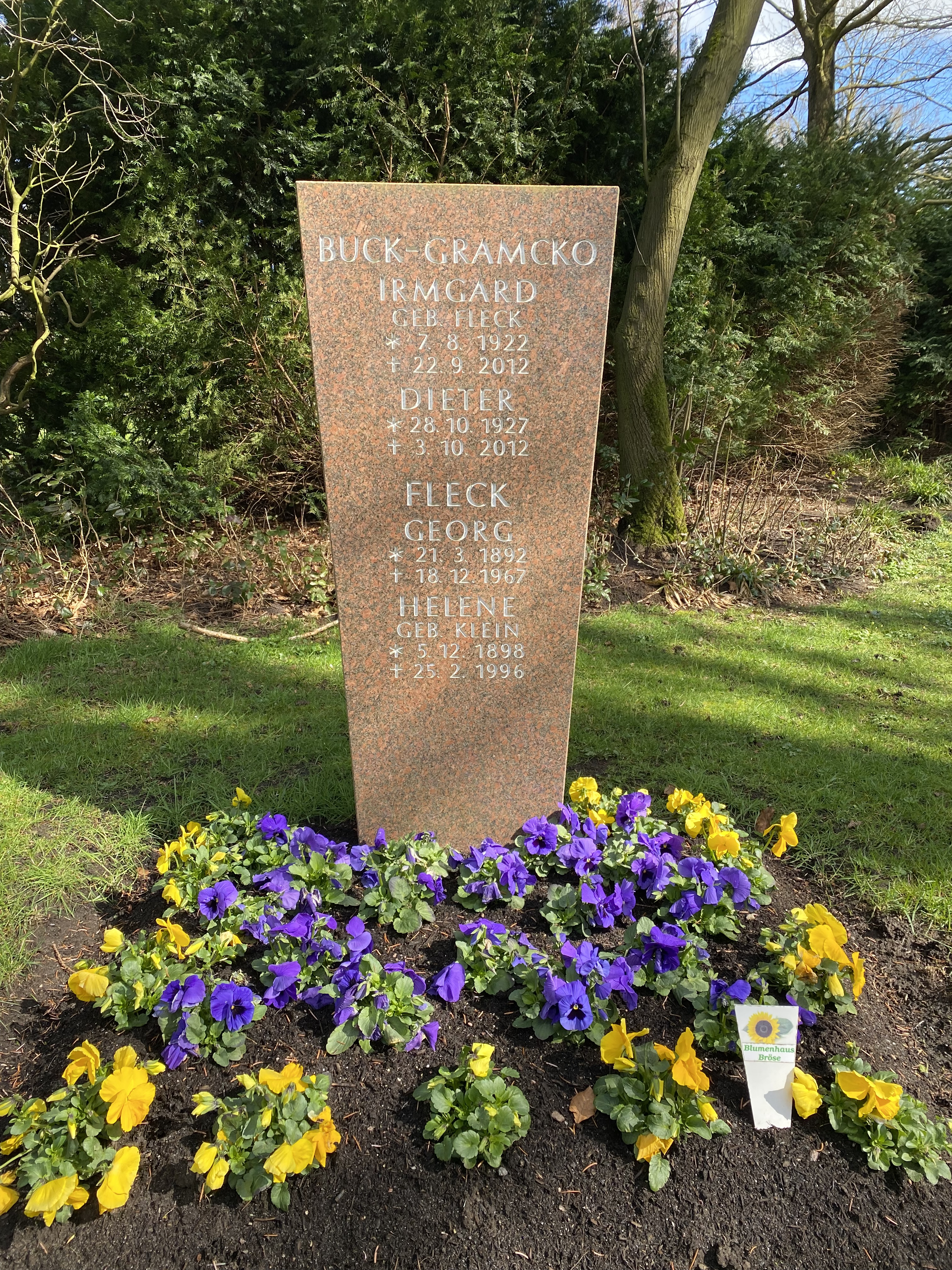
Grabstätte auf dem Friedhof Öjendorf

Neben der Hand-, Mikro- und plastischen Chirurgie beschäftigte sich Dieter Buck-Gramcko seit Beginn der Contergan-(Thalidomid-)Katastrophe in zunehmendem Maße mit Armfehlbildungen. Sein besonderes Interesse galt der hochgradigen Daumen-Hypoplasie, und er entwickelte seine Technik der Pollizisation, womit ihm der wissenschaftliche Durchbruch gelang. Besondere Verdienste von Dieter Buck-Gramcko liegen in der Klassifikation der angeborenen Handfehlbildungen und deren Therapie sowie die Entwicklung einer Operationsmethode zum Daumenersatz durch den Zeigefinger, der so genannten Zeigefinger-Pollizisation, bei kindlichen Fehlbildungen oder bei Verlust des Daumens. Über das Thema der Pollizisation des Zeigefingers bei unterentwickeltem Daumen habilitierte er 1971 an der Universität in Hamburg und wurde 1976 zum Professor berufen. Die Weiterentwicklung dieses Spezialgebiets führte zur Herausgabe eines internationalen Standardwerks. Es zählt neben anderen Lehrbüchern, Publikationen und der Herausgeberschaft mehrerer Zeitschriften zu seinem Lebenswerk.
1959 hatte er den deutschsprachigen „handchirurgischen Literaturzirkel“ gegründet und 1960 das erste deutschsprachige handchirurgische Symposium durchgeführt. Dies war der Beginn der Deutschsprachigen Arbeitsgemeinschaft für Handchirurgie (DAH), der er bis 1992 als Sekretär diente, und letztendlich auch der Deutschen Gesellschaft für Handchirurgie, deren erster Präsident er im Jahr 1991 wurde und zu deren Ehrenpräsident er im Jahr 1994 ernannt wurde.
Er war Mitbegründer der Deutschen Zeitschrift für Hand-, Mikro- und Plastische Chirurgie, deren Schriftleiter er für mehr als 30 Jahre war. Zudem war er Gründungsmitglied nationaler und internationaler Fachgesellschaften, wie der Europäischen und der Internationalen Gesellschaft für Handchirurgie, und er war Präsident der International Federation for Surgery of the Hand (IFSSH) von 1974 bis 1975. Sein Vortrag auf der Jahrestagung der Amerikanischen Gesellschaft für Handchirurgie zu diesem Thema brachte ihm überdies die Ehrenmitgliedschaft der amerikanischen Gesellschaft ein. Viele Auslandsaufenthalte mit Vorträgen und Operationen machten Dieter Buck-Gramcko auf dem Gebiet der angeborenen Gliedmaßenfehlbildungen weltbekannt. 1969 gründete er die Zeitschrift Handchirurgie – Mikrochirurgie – Plastische Chirurgie. Die umfangreiche publizistische Tätigkeit, sein Einsatz für die Ideen der Deutschen Arbeitsgemeinschaft für Handchirurgie – DAH, der Vereinigung der Deutschen Plastischen Chirurgen, der deutschsprachigen Arbeitsgemeinschaft für Mikrochirurgie der peripheren Nerven und Gefäße – DAM und der Deutschen Gesellschaft für Handchirurgie brachte ihm zahlreiche Ehrungen ein.
Im April 2012 noch hat er der Universitätsmedizin Greifswald seinen Namen für die Einrichtung der Dieter Buck-Gramcko-Stiftungsprofessur für Hand- und funktionelle Mikrochirurgie zur Verfügung  gestellt.
Seine Grabstätte befindet sich auf dem Hamburger Friedhof Öjendorf.

## Publikationen
- Ein Leben für die Handchirurgie : 100 Lebensbilder, Darmstadt 2007, ISBN 978-3-7985-1776-9
- Congenital Malformations of the Hand and Forearm; London 1998; ISBN 978-0-443-03560-9
- Die handchirurgische Sprechstunde : Leitfaden für Chirurgen, Orthopäden und Allgemeinmediziner; Mitverf., Mithrsg.; Stuttgart 1992; ISBN 3-7773-0950-8
- Der handchirurgische Notfall : operative Versorgung und Nachbehandlung in Klinik und Praxis (Mitverf.); Stuttgart 1989; ISBN 3-7773-0903-6
- Hand Trauma: A Practical Guide (Mitverf.; Englisch); New York, Stuttgart 1986; ISBN 978-0-86577-191-8
- Pollizisation des Zeigefingers bei Aplasie und Hypoplasie des Daumens : Indikation, Technik und Ergebnis; in: Handchirurgie, Jg. 3, Hamburg 1971, H. 2, S. 45–58
- Handchirurgie: Zeitschr. d. Deutschsprachigen Arbeitsgemeinschaft für Handchirurgie (Hrsg.); Stuttgart, 1/1969 – 13/1981; ISSN 0046-6794

## Ehrungen
- Honorary Fellow des Royal College of Physicians and Surgeons of Glasgow (1980)
- Bundesverdienstkreuz 1. Klasse (2. Oktober 1992)[6]
- Pioneer of Hand Surgery der International Federation for Surgery of the Hand (1998)
- Dieffenbach-Medaille durch die Deutsche Gesellschaft der Plastischen, Rekonstruktiven und Ästhetischen Chirurgen (1998)